# Ulleungdo
Ulleungdo (còn có thể viết là Ulreungdo; phát âm: "ulːɯŋdo"; phiên âm Hán Việt: Uất Lăng) là một hòn đảo thuộc Hàn Quốc trên biển Nhật Bản. Trước đây, hòn đảo này còn được gọi là Dagelet Island hay Argonaut Island trong các ngôn ngữ châu Âu. Ulleungdo nằm cách 120 km (75 mi) về phía đông của bán đảo Triều Tiên. Đảo có nguồn gốc từ núi lửa và là đỉnh của một núi lửa dạng tầng lớn nổi lên từ đáy biển, đạt độ cao tối đa là 984 mét (3.228 ft) tại đỉnh Seonginbong. Hòn đảo chủ yếu là gồm đá trachyandesite. Một vụ phun trào lớn đã diễn ra cách đây 9.350 năm và đạt đến Chỉ số phát nổ Núi lửa (Volcanic Explosivity Index) cấp 6 và trầm tích tephra bay xa đến tận miền trung đảo Honshu cách đó 800 km (500 mi), cùng lúc tạo thành dòng nham thạch trên đảo và khiến đỉnh núi trở thành một hõm chảo.
Ulleungdo có chiều dài 11,3 kilômét (7,0 mi) và chiều rộng là 12,4 kilômét (7,7 mi). Ulleungdo có diện tích 73,15 km2 (28,24 dặm vuông Anh) với khoảng 10.000 cư dân. Đảo là phần lãnh thổ chính của huyện Ulleung, tỉnh Gyeongsang Bắc, Hàn Quốc. Khu vực đô thị chính trên đảo Ulleungdo là cảng Dodong, là bến phà chính nối giữa Ulleungdo và đất liền Hàn Quốc. Ulleungdo là một địa điểm du lịch nổi tiếng. Hoạt động kinh tế chính khác là ngư nghiệp, bao gồm cả thu hoạch mực nang; mực có thể được phơi khô tự nhiên ở nhiều nơi trên đảo.